# 西村和葉
西村 和葉（にしむら かずは、1996年2月14日 - ）は日本の女優、タレント、モデル、ダンサー。所属事務所はMKz square。島根県松江市出身、島根県立松江南高等学校・島根大学教育学部英語教育コース卒業。

## 人物
- 幼少期
  - 4歳から11歳までエレクトーンを、その後 ピアノを15歳までを習う。
- 小学生時代
  - この頃のニックネーム「カズチ」。
  - クラブ活動は手芸、卓球、エアロビクス。[注 1][2]
  - 好きな書籍は「青空のむこう」。
- 中学生時代
  - 視力が悪く両親からはメガネを薦められるが個人的に似合わないという理由で「体育でケガする」などの理由を並べコンタクトレンズにする。
  - 吹奏楽部でサックス（アルトとテナー）を担当。[注 2][2]
- 高校生時代
  - 演劇を続けるため部活には入らず劇団で活動する。
- 大学生時代
  - 居酒屋などでアルバイトしながら演劇で舞台に立つ。
  - ダンス部とダンスサークルに所属。
  - 文部科学省が推進する「トビタテ!留学JAPAN[3]地域人材コース」の派遣留学生に採用されニューヨークへ留学[4]。
- 島根時代
  - 野村證券に就職。会社説明会の日に食中毒になり後に1人で参加。
- 東京
  - コロナ禍で舞台が中止になった事がきっかけで映画への出演。
- レッスン
  - タップダンス、ヒップホップ、コンテンポラリーダンス、ジャズダンス、クラシックバレエ、などのダンスや歌を習う。
- 配信アプリ
  - 2022年4月よりLINE LIVE（2023年3月31日終了）を開始、その後ポコチャ、TikTokLIVEに以降。
  - テーブルクロス引きやギャルメイクなど数々の企画をし、特に人気なのは「画伯配信」リクエストの絵を即興で書き、そこで生まれた「寝不足パンダ」[5]はLINEスタンプにもなりトートバッグにブリントしたグッズは舞台「探偵はロングスリーパーcase1」[6]で小道具として登場。
  - 配信中に化粧品検定3級を取得。[7]
- ＳＮＳ
  - TikTokで「オタマトーン100日で上手くなる女優」を続けたがアカウントが連携できなくなり別のアカウントを開設。
- 趣味
  - YouTubeを見るのが好き「水溜りボンド」「はじめしゃちょー」「HIKAKIN」「タケヤキ翔」をよく見る。

## 略歴
- 2010年、地元島根で発足された劇団「劇団出雲」所属後、他の劇団・ユニットの作品に参加。
- 2017年、ニューヨークにダンス・舞台を学びに短期留学 [4]Broadway Dance Center、HB Studio(演劇学校)で学ぶ。
- 2018年、島根大学教育学部卒業。野村證券入社。
- 2019年、野村證券を退社し上京。2019年4月-2020年3月、M&Sダンススタジオテーマパークミュージカルコースで学ぶ。
- 2020年4月-2022年3月、ワイダンスカンパニープロフェッショナルコースで学ぶ。
- 2022年、「LINE LIVE」を始める。7月、地上波番組ワンクール出演オーディションで千葉テレビ「キャストウォッチ」[8]の出演を勝ち取る。  8月、フジテレビ「ポップUP!」生放送出演「バーチャル冒険アイランド連携企画」の出演を勝ち取る。[9]
- 2023年5月、合同会社MKz square[1]への所属を発表。
- 2023年12月、ものまね紅白歌合戦～ビッグスターが勢ぞろい!?～でMr.シャチホコのバックダンサーを務める。[10]
- 2024年、撮影会やイベントＭＣ、殺陣の舞台にも積極的に参加をはじめる。3月、舞台「好きにならずにいられない」の共演メンバーで「芙烬貝(ふじんかい)」を結成、クリスマスイベントを開催。[11]
- 2025年、2月1日から不定期でRadiotalkを始める。

## 出演

### 映画
- 短編映画「ただそれだけの話」[12]（2020年） - 桜井はるか 役
- 「死神〜ドクター・テケレツ〜」[13]（2022年） - まり 役
- 「カウンセリング」[14]（2023年） - 春川 純 役

### テレビ
- ポップUP!（2022年8月26日、フジテレビ）[9]
- キャストウォッチ
  - MCアシスタント（2022年10月‐12月、千葉テレビ） [15]
  - MCアシスタント（2024年3月‐5月、千葉テレビ） [8]
  - ショートドラマ「私の隣の宇宙人」（2024年11月、千葉テレビ） [16]
- 明日、私は誰かのカノジョ Season2（2023年、TBS）
- スイートモラトリアム（2023年、TBS）

### 舞台
- 2012年
  - 劇団出雲公演「あまいお告げ～コンビニ狂騒曲」（2012年3月25日、平田ショッピングセンターVIVA2階　特設舞台） - 主演[17] ・  俊 役
  - ミュージカル「黄泉比良坂」（2012年10月21日、島根県民会館大ホール）[18] - 火の神 役
- 2015年
  - 劇団Yプロジェクト「ヘルメット・ダンディ」（2015年3月8日、島根県民会館中ホール）[19]  - 筋金しのぶ 役
  - 劇団Yプロジェクト「11ぴきのネコの冒険」（2015年4月18日、島根県民会館中ホール）[20] -  大人ネコ 役
- 2016年
  - ステージクリエイター養成講座発表公演「「アンタムウイ」という名の現代女性」「ちゃんぽん」「オッペケペ」」（2016年2月5日、松江市市民活動センター交流ホール）[21]
  - 劇団Yプロジェクト「おおかみとこやぎ」（2016年3月13日、スサノオホール）[22] - 母ヤギ 役
  - 劇団Yプロジェクト「B・HAPPY」（2016年5月14日‐15日、松江市市民活動センター交流ホール）[23]  - なつみ 役
  - ユニット公演「和幸荘物語」（2016年6月27日‐7月3日、しいの実シアター）[24] - 津川聡子 役
  - 雲の劇団雨蛙「星の王子さま」（2016年12月24‐25日、ビッグハート出雲黒のスタジオ）[25] -  点子 役
- 2017年
  - 田畑真希ダンス公演「待つ間が花」市民参加作品（2017年1月22日、島根県民会館中ホール）[26]
  - 「俳優実践ゼミ」発表公演「サファイアーズ」（2017年2月5日、島根県民会館第1第2多目的ホール）[27] - カイ 役
- 2018年
  - 雲の劇団雨蛙「ミソジニー!! 公声詩ver,」（2018年2月24‐25日、島根県民会館中ホール）[28]
  - コメッコ共同体「八月、松江に在すここからゆっくりと遡行してゆく」[29]（2018年8月10‐11日、カラコロ工房地下大金庫室）
  - 雲の劇団雨蛙「大山デブ子の犯罪」（2018年12月1日‐2日、チェリヴァホール）[30] - 魔子 役
- 2019年
  - 雲の劇団雨蛙「100万回生きたねこ」（2019年8月30‐31日、小黒恵子童謡記念館）[31] - トラ猫 役
  - 雲の劇団雨蛙「前日譚、長靴を履いただけの猫」（2019年12月27‐28日、小黒恵子童謡記念館）[32]合唱劇
- 2021年
  - take in「Do it!」（2021年5月13日‐15日、ウッディシアター中目黒）[33] - 緑記莉桜(えんきりお)役
- 2022年
  - MKz square「wish...」（2022年11月10日‐13日、阿佐ヶ谷シアターシャイン）[1]teamカルミア - ミレイ 役
- 2023年
  - no day but today in act「粋息吹-芽生え伽噺-」（2023年2月1日‐5日、上野ストアハウス）[34] - 芽衣 役
  - Cooch特別公演「探偵はロングスリーパーCase1 Don't worry if you don't dream」[注 3][35]（2023年4月12日‐16日、新宿シアターブラッツ）[36] - 和昇 役
  - POCCOPUBRE(旧：Cooch)「フラミンゴの狼煙」（2023年6月9日‐11日、新宿シアターブラッツ） [37] - 加賀美伽耶 役
  - 劇団身体ゲンゴロウ第6回公演「ノストラダムス、ミレニアムベイビーズ。」[注 4] [38]（2023年8月5日‐11日、 [39]シアター・バビロンの流れのほとりにて）
  - TAIYO MAGIC FILM「嘘っていうのは嘘」（2023年8月25日‐27日、 [40]ホテルリブ・マックスBUDGET後楽園）ラグジュアリーチーム - 姫野萌 役
  - オハヨウ劇場40分!「コントGoGoGo」（2023年9月1日‐3日、シアターウィング）[41]
  - BOOT公演「THE MORTUARY-遺体安置所-」（2023年10月4日‐9日、新宿シアターブラッツ） [42]teamA - 榎木 役
  - POCCOPUBRE「朝ドラァ!-Good morning DRAG QUEEN!!-」[注 5][43]（2023年11月22日‐26日、[44]新宿シアターサンモール） - 横元 役
- 2024年
  - MKz square「CODENAME: KYKLOS」（2024年1月17日‐21日、阿佐ヶ谷シアターシャイン）[45]teamアルカナ - 籠原亜美 役／teamクロノス - ゆう子 役
  - ぱすてるからっと×劇団空感演人「偽りの瞬く星空に」（2024年2月1日‐5日、両国エアースタジオ）[46]teamB - バイオレット 役
  - BOOT公演 「好きにならずにいられない」（2024年3月6日‐10日、新宿シアターブラッツ）[47] teamA - 主演・梨田悠里 役
  - POCCOPUBRE「探偵はロングスリーパーCase1 -Don’t worry if you don’t dream- / Case2 -if you don’t dream, it won't start-」（2024年5月16日‐26日、新宿シアターブラッツ）[6] - 和昇 役
  - ぶたのちょきんばこ「青は黄色で赤」（2024年10月9日‐13日、テアトルBONBON）[48] - 北風灯 役
  - 和の祭典　桜花「竹取物語」「おきぬ・伊賀越」（2024年11月4日、玉川せせらぎホール）[49] - お千代 役
  - MKz square「アゼリアの泪」（2024年11月13日‐17日、阿佐ヶ谷シアターシャイン）[50]teamRUTILE - ましろ 役／teamBERYLE - ひなの 役
  - 劇団フリューゲル「春日岡(響き鳴り渡る二人の音)」（2024年12月3日‐8日、荻窪小劇場）[51] - 橙山奏 役
- 2025年
  - TAIYO MAGIC FILM「ゆらり2025」（2025年1月22日‐26日、アトリエファンファーレ高円寺）[52] - 泉 ゆかり 役
  - 劇団ユニットCorneliusCockBlue(ｓ)「三面楚歌-revival」（2025年2月19日‐24日、下北沢小劇場楽園）[53] - 梅谷果帆 役
  - POCCOPUBRE「エビィ-Ebbing House2025-」（2025年4月23日‐27日、新宿シアターブラッツ）[54] - マリア 役
  - 株式会社CRAFTRANS「エデンの祝祭」（2025年4月25日‐5月11日、PLAT SHIBUYA）[注 6][55]
  - ミュージカル「華苑神」（2025年8月9日、くにたち市民芸術小ホール） - 奥律架 役
  - 「幕ゲキ!!-monday wars-」（2025年9月5日‐7日、CBGKシブゲキ!!）[56] - お亀 役（予定）
  - 株式会社CRAFTRANS「エデンの祝祭」追加公演（2025年8月15日‐9月21日、PLAT SHIBUYA）[注 7][57]（予定）

### ダンス
- ダンススタジオジャムよさこい踊り（2017年7月30日がいな祭り） [58]
- 「Japan International Ballet Festival」
  - ジャズグループ部門　金賞（2020年8月）[1]
  - ジャズグループ部門　金賞（2021年8月）[59]
- Dance Masquerade 2021（2021年1月4‐6日）[60]
- ものまね紅白歌合戦～ビッグスターが勢ぞろい!?～（2023年12月7日、渋谷公会堂）[10]
- Mr.シャチホコのSHOWTIME2（2024年7月12日、ヒューリックホール東京）[61]

### ラジオ
- 夢ooPuraM（2023年6月25日、FMルピナス）[62]

- MKz square放送部！（2024年6月29日・7月13日、市川うららFM83.0MHz）[2]

### YouTube
- T.G.O.D 
  - Eve by Eve[63]
  - Official髭男dism - ILOVE... オリジナルダンス振付【ヒゲダンアイラブ】[64]
- 出囃子ーお笑いサバイバルー[65][66]
- ホラーちゃんねる[67]
- Hope Fitness[68]
- 合同会社MKz square
  - 【短編ホラー】居留守[69]
  - 【ラジオ】MKz放送部！第3回[70]
  - 【ラジオ】MKz放送部！第4回[71]
- FMルピナス86.0Hz[72]
- 西村和葉𓍯[73]

### WEB CM
- GRAVITY[1]
- フリちゃれ[1]

## 作品
- DVD
  - カウンセリング わたしの愛と欲望（2023年10月27日、オルスタックソフト販売、時間：77分）[14]

## イベント
- 短編映画「ただそれだけの話」「僥倖」上映イベント（2020年5月4日、南阿佐ヶ谷）[12]
- 合同会社MKz square主催　亀山雅妃・松下かおる合同30周年イベント（2023年3月4日、秋葉原）[74]
- 「夢ooPuraM」公開生放送（2023年6月25日、FMルピナス） [75]
- キャストウォッチ＆ラジオ楽しんご公開収録（2024年2月8日、西川口Galaxy） [76]
- Purely!撮影会（2024年2月11日、東京タワー周辺） [77]
- キャストウォッチ＆ラジオ楽しんご公開収録（2024年3月11日、西川口Galaxy） [78]
- Purely!撮影会（2024年3月14日、神楽坂）[79]
- 1日限定スナックMK（2024年3月31日、阿佐ヶ谷） [80]
- 紫陽花撮影会（2024年6月15日‐16日、多摩川台公園・白山公園）[81]
- 島根撮影会（2024年6月21日‐23日、松江・出雲）[82]
- 1日限定スナックMK Vo.2（2024年7月6日、阿佐ヶ谷） [83]
- 真夏の大撮影会（2024年8月9日‐12日、東京都内）[84]
- NEW SCHOOL FES in東京世田谷　和のエンターテインメントショー（殺陣）（2024年10月26日）[85]
- 「芙烬貝（ふじんかい）クリスマスオフ会」（2024年12月14日）[11]
- ぶたのちょきんばこ5th ANNIVERSARY PARTY（2025年1月11日‐12日）[86]
- ぶたのちょきんばこ「本読み会」（2025年5月24日、ペーパーバックスタジオ）[87]
- MKz square 3rd anniversary（2025年7月26日‐27日、阿佐ヶ谷アートスペースプロット）[88]